# Балонна тампонада шлунка та стравоходу
Балонна тампонада шлунка та стравоходу –  це метод зупинки кровотечі шляхом введення балона в шлунок, а за потреби — також у стравохід. Зазвичай її застосовують для лікування кровотечі варикозно-розширених вен стравоходу або шлунка, коли інші методи недоступні або виявилися неефективними.
Найпоширенішою причиною таких кровотеч є цироз печінки. Ці пристрої зазвичай використовуються лише у пацієнтів із нестабільною гемодинамікою. Протипоказаннями до встановлення є нещодавня операція на стравоході або його стриктура.
Підготовка передбачає інтубацію пацієнта та розміщення його на спині під кутом 45 градусів. Далі пристрій перевіряють на герметичність. Після цього його вводять через рот і надувають шлунковий балон 50 мл повітря. Опісля, проводиться рентген для підтвердження правильного розташування, після чого додають додаткову кількість повітря. Після цього може бути застосована тяга. Далі перевіряють наявність кровотечі, і в разі її виявлення, стравохідний балон можна надути за допомогою манометра.
Після встановлення пристрою необхідне подальше лікування, таке як лігування (перев’язування) варикозних вен або TIPSS. Серед можливих ускладнень — обструкція дихальних шляхів, розрив стравоходу та аспіраційна пневмонія. Процедура виконується рідко Першим пристроєм, розроблений у 1950-х роках, була трубка Сенгстакена-Блейкмора Інші версії пристрою включають трубку Міннесота та трубку Лінтона .

### Медичне застосування
Вставлені балонні катетери призначені для зупинки кровотечі з судинних структур — зокрема, варикозно розширених вен стравоходу та шлунка — у верхніх відділах шлунково-кишкового тракту. Балонна тампонада розглядається як тимчасовий захід до проведення остаточного лікування.
Її ефективність оцінюється приблизно у 90 % випадків.

### Протипоказання
Протипоказаннями є нещодавно перенесена операція на стравоході та стриктура стравоходу. Наявність грижового випинання стравохідного отвору діафрагми (грижі хіатус) може ускладнити застосування.